# 麥可·卡道斯

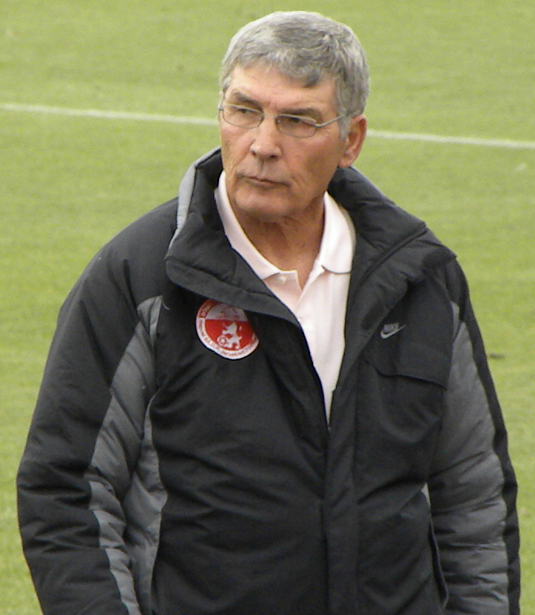
2009年的麥可·卡道斯

麥可·卡道斯（英語：Michael "Lufa" Kadosh，希伯來語：‎；1940年4月23日—2014年4月29日），是一名以色列足球运动员。他后来担任耶路撒冷夏普尔俱乐部经理。
2014年4月29日，他因癌症去世，享年74岁。